# Razlog (ort)
Razlog (bulgariska: Разлог) är en ort i Bulgarien.   Den ligger i kommunen Obsjtina Razlog och regionen Blagoevgrad, i den sydvästra delen av landet, 90 km söder om huvudstaden Sofia. Razlog ligger 829 meter över havet och antalet invånare är 12 486.
Terrängen runt Razlog är varierad. Razlog är det största samhället i trakten.
Trakten runt Razlog består till största delen av jordbruksmark. Runt Razlog är det ganska glesbefolkat, med 43 invånare per kvadratkilometer.